# 六合村
六合村（日语：／ Kuni mura */?）是過去位於日本群馬縣西北部的行政區劃，隸屬吾妻郡；已於2010年3月28日併入中之條町。
轄區位於山區，轄內九成以上區域為山林原野，並有尻燒溫泉和花敷溫泉兩個溫泉區，過去曾是在草津工作的人，冬季大雪期間過冬的地方，因此過去也被稱作“冬住之鄉”，此區域現為日本最美麗的村莊聯盟的成員。
轄內的赤岩地區過去曾是盛行蠶業的地區，至今仍保留有許多過去養蠶時期的建築，現已被日本政府列為重要傳統的建造物群保存地區。

## 歷史
在令制國時代屬於上野國吾妻郡，江戶時代初期曾經為真田信之及其子孫領有沼田藩的領地，直到1681年沼田藩廢除後成為幕府的直轄領地或旗本領地，六合村的轄區在江戶時代末期分屬小雨村、赤岩村、生須村、太子村、日影村、入山村六個村；明治維新後，1868年被劃入岩鼻縣，1871年第一次府縣整併中被併入群馬縣，但一年半後再次被整併到熊谷縣，直到1876年第二次府縣整併中熊谷縣被廢除，再次隸屬重新設立的群馬縣。
1889年實施町村制，開始實施，吾妻郡草津村、前口村、小雨村、赤岩村、生須村、太子村、日影村、入山村合併為草津村；但在1900年，草津村被廢除，原屬草津村、前口村的區域設立為草津町，其餘原屬小雨村、赤岩村、生須村、太子村、日影村、入山村共六個村的區域則設為六合村。
2010年六合村被併入中之條町。

## 外部連結
- （日語） 六合地區觀光情報
- （日語） 中之條町、六合村合併協議會 （页面存档备份，存于）